# Implosiva dental sonora
La implosiva dental sonora es un sonido consonántico que existe en algunos idiomas hablados. El símbolo del Alfabeto Fonético Internacional es ɗ̪.

## Características
- Su forma de articulación es oclusiva, lo que significa que se produce obstruyendo el flujo de aire en el tracto vocal. Como la consonante también es oral, sin salida nasal, el flujo de aire está completamente bloqueado y la consonante es una oclusiva.
- Su modo de articulación es dental , lo que significa que se articula con la punta o la lámina de la lengua en los dientes superiores , denominados apical y laminal respectivamente .
- Su fonación es sonora, lo que significa que las cuerdas vocales vibran durante la articulación.
- Es una consonante oral, lo que indica que se permite que el aire escape solo por la boca.
- Es una consonante central, esto es, que es producido al dirigir el flujo de aire al centro de la lengua, en vez de sus extremos.
- El mecanismo de flujo de aire es implosivo (ingreso glotalico), lo que significa que se produce al aspirar aire bombeando la glotis hacia abajo. Dado que se expresa, la glotis no está completamente cerrada, pero permite que una corriente de aire pulmonar escape a través de ella.

## Ocurre en
| Idioma  | Idioma              | Palabra               | AFI    | Significado | Notas |
| ------- | ------------------- | --------------------- | ------ | ----------- | ----- |
| suajili | Dialecto de kimvita | [ ejemplo requerido ] | [ɗ̪uka] | 'tienda'    |       |